# Viktor Javořík
Viktor Javořík (* 22. září 1993, Zlín) je český divadelní herec.

## Život
Pochází z Otrokovic. Vystudoval zde základní školu a čtyřleté gymnázium, kde účinkoval v divadelním souboru Variace. V rámci Základní umělecké školy navštěvoval hodiny zpěvu. Po maturitě byl přijat na činoherní herectví na DAMU. Mezi jeho učitele patřili Tomáš Pavelka, Tomáš Töpfer, Jan Holec nebo Eva Salzmannová, do ročníku chodil s Kamilou Janovičovou, Janou Kotrbatou nebo Terezou Císařovou. Po dvouletém hostování získal roku 2017 první angažmá v Divadle na Vinohradech. Jako člen souboru zde do roku 2025 ztvárnil například titulní roli v inscenaci hry Ingmara Bergmana Fanny a Alexandr, seržanta Trottera v detektivce Agathy Christie Past na myši nebo správce Malvolia v Shakespearově komedii Večer tříkrálový. Diváci jej mohou vidět i v inscencích Hudebního divadla Karlín.
Mezi jeho záliby patří zpěv, tanec, šerm a jízda na motorce.

## Divadelní role

### Divadlo na Vinohradech

#### Velká scéna

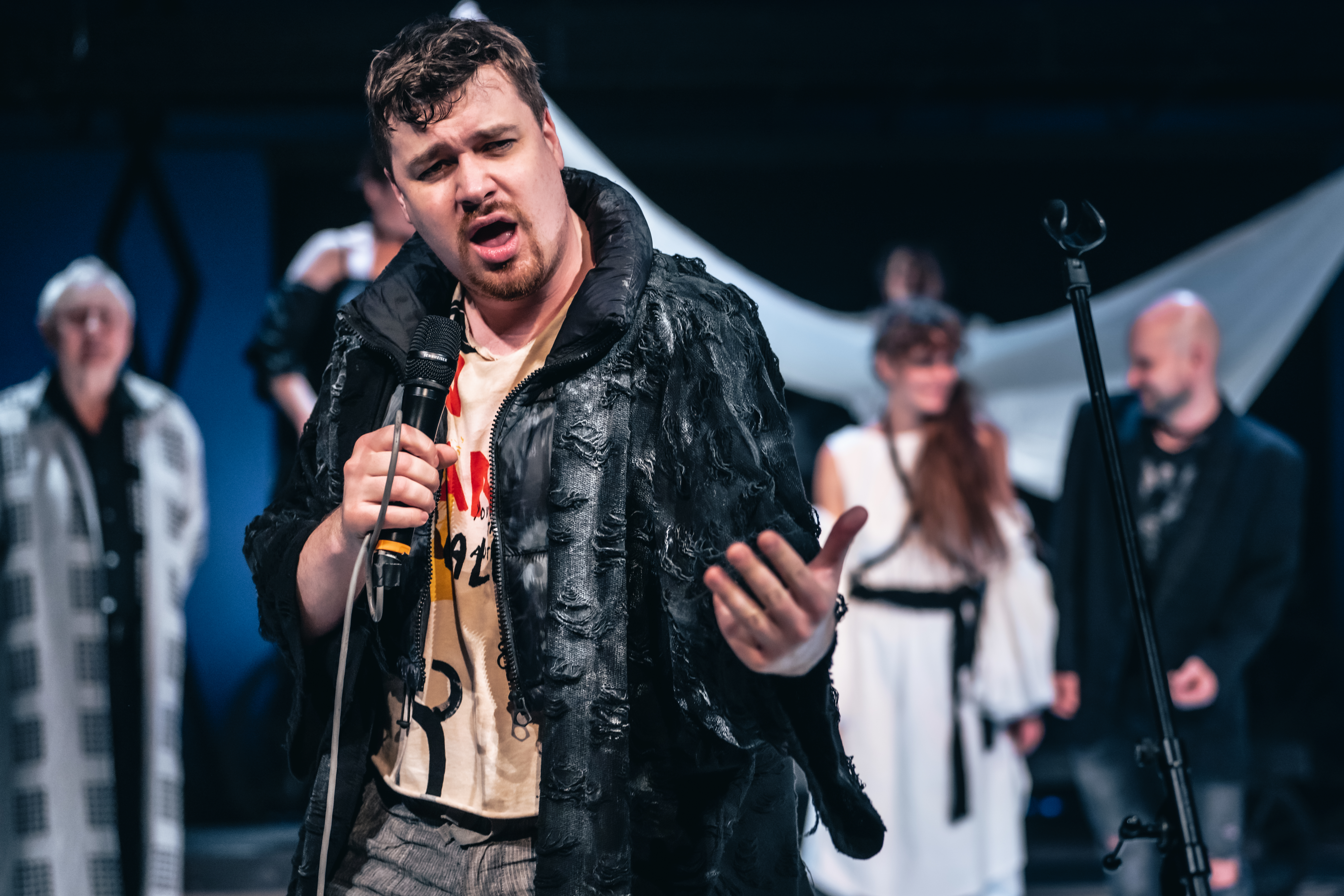
Viktor Javořík v roli Menga v inscenaci Vzpoura lásky (Fuente Ovejuna), Divadlo na Vinohradech, foto Petr Chodura (2023)

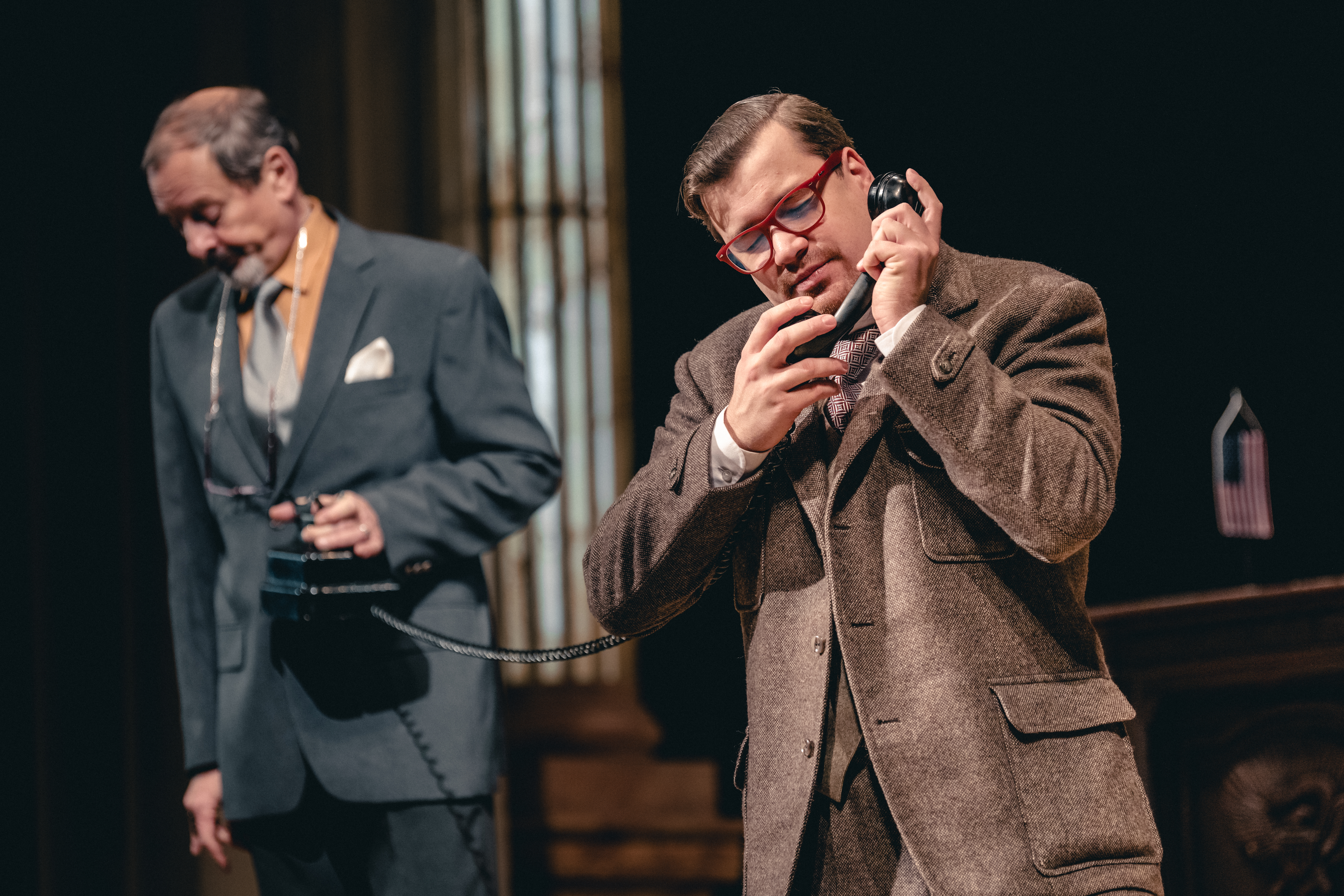
Viktor Javořík v roli Axela s Otakarem Brouskem ml. (Kilroy), v inscenaci Nepijte tu vodu, Divadlo na Vinohradech, foto Petr Chodura (2023)

- 2015 Karel Čapek: Loupežník, režie: Tomáš Töpfer, premiéra: 6. února 2015, role: Kaprál
- 2015 Neil Simon: Vstupte!, režie: Martin Porubjak, premiéra: 25. ledna 2013, role: Režisér
- 2016 Georges Feydeau: Když ptáčka lapají…, režie: Tomáš Töpfer, poprvé: 14. listopadu 2016, premiéra: 6. ledna 2017, role: Jean, sluha u Fernanda
- 2017 Henrik Ibsen: Peer Gynt, režie: Martin Čičvák, premiéra: 17. března 2017, role: Kovář Aslak – Pan Trębacz – Husejn – Lodník
- 2017 James Goldman: Lev v zimě, režie: Jan Burian, premiéra: 21. října 2017, role: Jan, nejmladší syn
- 2018 Eurípidés: Ifigenie v Aulidě, režie: Martin Čičvák, premiéra: 16. února 2018, role: Posel
- 2018 Josef Topol: Konec masopustu, režie: Martin Františák, premiéra: 19. října 2018, role: Jindřich
- 2018 Nikolaj Vasiljevič Gogol: Revizor, režie: Juraj Deák, premiéra: 19. prosince 2018, role: Petr Ivanovič Bobčinskij, statkář žijící ve městě
- 2019 Ingmar Bergman – Jan Vedral: Fanny a Alexandr, režie: Pavel Khek, česká premiéra: 8. března 2019, role: Alexandr, 10 let
- 2019 Friedrich Dürrenmatt: Návštěva staré dámy, režie: Jan Burian, premiéra: 6. září 2019, role: Výpravčí
- 2019 Pavel Kohout podle Karla Hašlera: Hašler…, režie: Tomáš Töpfer, obnovená premiéra: 18. října 2019, role: Rudolf Friml – Producent
- 2019 William Shakespeare: Jak se vám líbí, režie: Juraj Deák, premiéra: 13. prosince 2019, role: LeBeau – Posel – Pán – Farář
- 2020 Milan Uhde – Miloš Štědroň: Balada pro banditu, režie: Juraj Deák, premiéra: 2. října 2020, role: Oreb Danko
- 2021 Eugène Labiche: Slaměný klobouk, režie: Tomáš Töpfer, premiéra: 8. září 2021, role: Bobin
- 2021 Guy de Maupassant – Vladimír Čepek: Miláček, režie: Šimon Dominik, premiéra: 3. prosince 2021, role: Forestier
- 2022 Jiří Křižan – Martin Františák: Je třeba zabít Sekala, režie: Pavel Khek, premiéra: 8. dubna 2022, role: Záprdek-Lžičař
- 2022 Agatha Christie: Past na myši, režie: Jan Burian, premiéra: 15. října 2022, role: Detektiv seržant Trotter
- 2023 Jan Vedral podle Josefa Škvoreckého: Danny Smiřický (Příběhy inženýra lidských duší), režie: Radovan Lipus, světová premiéra: 27. ledna 2023, role: Vrchcoláb
- 2023 Lope de Vega: Vzpoura lásky (Fuente Ovejuna), režie: Pavel Khek, premiéra: 31. března 2023, role: Mengo
- 2023 Woody Allen: Nepijte tu vodu, režie: Juraj Deák, premiéra: 15. prosince 2023, role: Axel
- 2024 William Shakespeare: Večer tříkrálový aneb Cokoli chcete, režie: Juraj Deák, poprvé: 21. června 2024, premiéra: 6. listopadu 2024, role: Malvolio, Oliviin správce

#### Studiová scéna

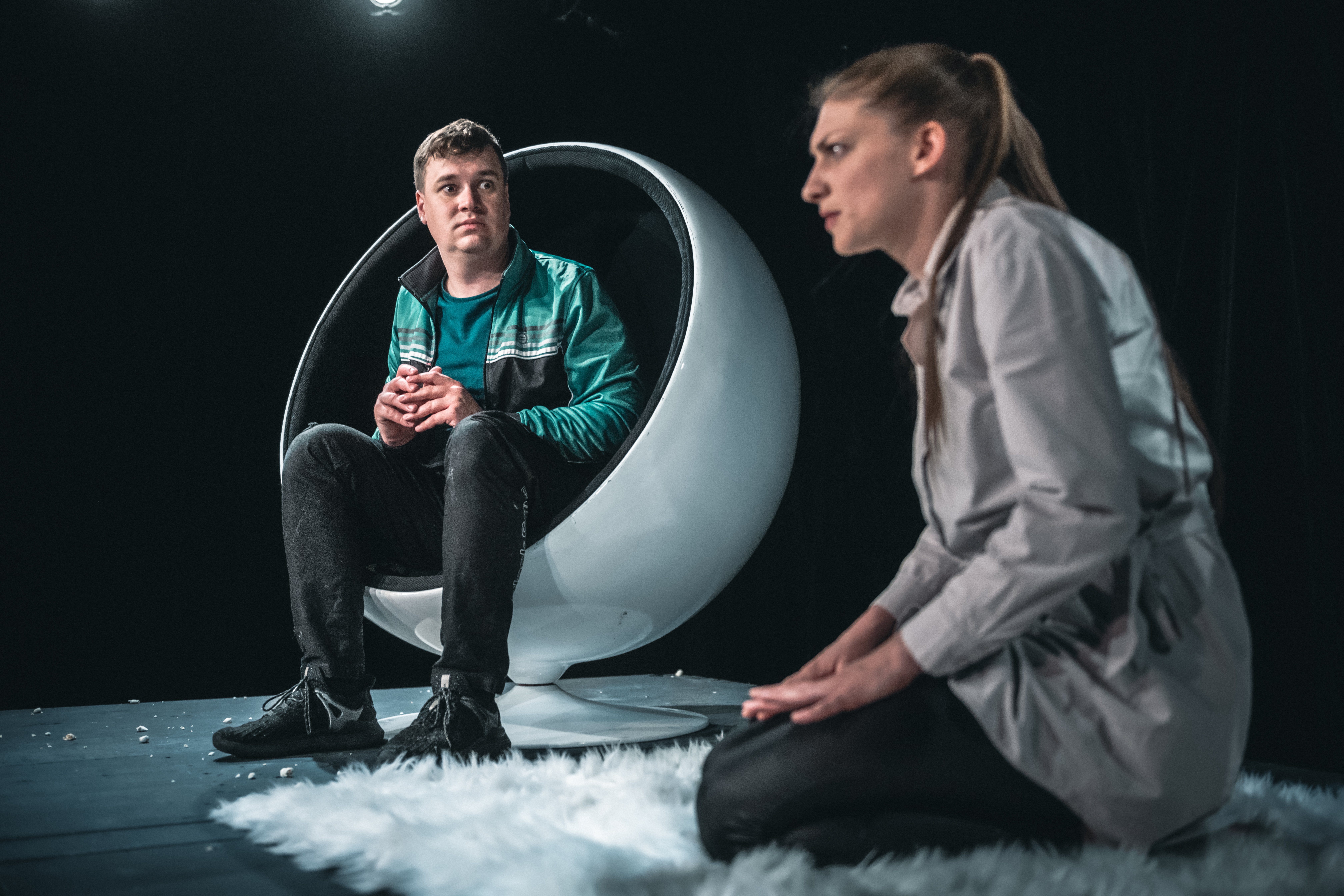
Viktor Javořík v roli Liama s Janou Kotrbatou (Helen), v inscenaci Sirotci, Divadlo na Vinohradech, foto Petr Chodura (2024)

- 2018 Magdalena Frydrych Gregorová: Ulity, režie: Alžběta Burianová, premiéra: 16. května 2018, role: Ota
- 2024 Denis Kelly: Sirotci, režie: Barbora Mašková, premiéra: 19. dubna 2024, role: Liam

### Hudební divadlo Karlín
- 2023 Ondřej Gregor Brzobohatý – Lucie Konášová: Anděl páně, režie: Martin Čičvák, role: Správce
- 2024 Scott Brown – Anthony King: Beetlejuice, režie: Gabriel Barre, role: Otho – Juno – Kněz – Maxie

### Národní divadlo

#### Státní opera
- 2022 Paul Abraham: Ples v hotelu Savoy, režie: Martin Čičvák, role: Célestin Formant

### OLDstars

#### Bytové divadlo Košická
- 2022 Dennis Kelly: Sirotci, režie: Barbora Mašková, role: Liam

### Divadlo Spektákl

#### Studio Švandova divadla
- 2015 Bratři Mrštíkové: Maryšo! Evo! Dom!, režie: Jan Holec, role: Lízal
- 2015 Kolektiv autorů: Chaplinovy děti, režie: Jan Holec, role: Chaplinovy děti

### Divadlo DISK
- 2015 Ivan Vyrypajev: Opilí, režie: Alžběta Burianová, role: Rudolf
- 2016 Bertolt Brecht: Dobrý člověk ze Sečuanu, režie: Petr Kracik, role: neurčena
- 2016 Anton Pavlovič Čechov: Téměř Tři sestry, režie: Tomáš Töpfer, role: neurčena
- 2016 Alistair McDowall: Pomona, režie: Jan Holec, role: neurčena
- 2016 Barbora Hančilová: Kamarádi, režie: Kristýna Kosová a Adam Svozil, role: Barman – Mluvčí – Taxikář – Doktor

## Televizní a filmové role
- 2020 Slunečná
- 2022 Případy 1. oddělení
- 2023 Docent
- 2023 Dobré zprávy
- 2023 Půlnoční zpověď

## Dabing
- 2023 Transatlantic
- 2023 Agent Hamilton
- 2022 Vlastizrada